# Duoprismă

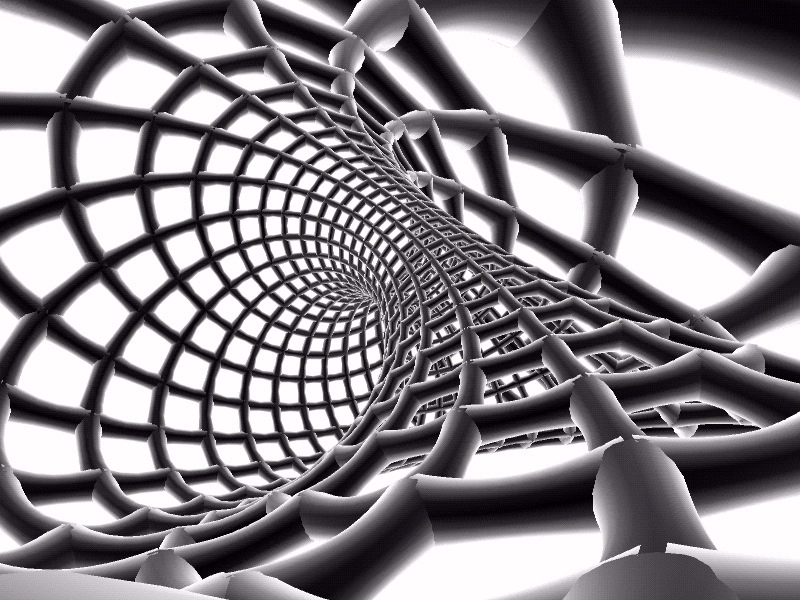
Un prim plan în interiorul duoprismei 23-29 proiectat pe o 3-sferă proiectată în perspectivă în 3-spațiu. Pe măsură ce m și n devin mari, o duoprismă se apropie de geometria duocilindrului la fel cum o prismă p-gonală se apropie de un cilindru.

În geometria cvadridimensională sau din dimensiuni superioare o duoprismă este un politop rezultat din produsul cartezian a două politopuri, fiecare cu două dimensiuni sau mai mult. Produsul cartezian al unui politop n-dimensional și al unui politop m-dimensional este un politop (n+m)-dimensional, unde n și m sunt 2-politopuri (poligoane) sau din dimensiuni mai mari.
Cele mai jos dimensionale duoprisme există în spațiul cvadridimensional ca 4-politopuri fiind produsul cartezian a două poligoane din spațiul euclidian bidimensional. Mai precis, este mulțimea de puncte:
{\displaystyle P_{1}\times P_{2}=\{(x,y,z,w)|(x,y)\in P_{1},(z,w)\in P_{2}\}}
unde P1 și P2 sunt mulțimile punctelor din poligoanele respective. O astfel de duoprismă este convexă dacă ambele baze sunt convexe și este mărginită de celule prismatice.

## Denumiri
Duoprismele cvadridimensionale sunt considerate a fi 4-politopuri prismatice. o duoprismă construită din două poligoane regulate cu aceeași lungime a laturilor este o duoprismă uniformă.
O duoprismă formată din n-goane și m-goane este denumită „duoprismă” urmată de numele poligoanelor de bază, de exemplu: o „duoprismă triunghiulară-pentagonală” este produsul cartezian al unui triunghi și al unui pentagon. O alternativă este notația cu un prefix cu numerele laturilor poligoanelor de bază, de exemplu „3-5 duoprismă” sau „3,5 duoprismă” pentru duoprisma triunghiulară-pentagonală.
Nume alternative:
- prismă q-gonală-p-gonală
- prismă dublă q-gonală-p-gonală
- hiperprismă q-gonală-p-gonală

Termenul de duoprismă a fost introdus de George Olshevsky, ca prescurtare la „prismă dublă”. John Horton Conway a propus un nume similar, proprismă, pentru „prismă de produs”, un produs cartezian a două sau mai multe politopuri cel puțin bidimensionale. Duoprismele sunt proprisme formate din exact două politopuri.

## Exemplu de 16-16 duoprismă
| Imagine indisponibilă                                                                        |  | Imagine indisponibilă |
| Diagramă Schlegel a unei 16-16 duoprisme, prezentând toate prismele 16-gonale, mai puțin una |  | Desfășurata. Sunt prezentate cele două seturi de prisme 16-gonale. Fețele de sus și de jos ale cilindrului vertical sunt conectate atunci când sunt pliate împreună în spațiul cvadridimensional. |

## Geometria duoprismelor cvadridimensionale
O duoprismă uniformă cvadridimensională este creată de produsul unui poligon regulat cu n laturi cu un alt poligon, cu m laturi de aceeași lungime. Este mărginită de n prisme m-gonale și m prisme n-gonale. De exemplu, produsul cartezian al unui triunghi și al unui hexagon este o duoprismă delimitat de 6 prisme triunghiulare și 3 prisme hexagonale.
- Când m și n sunt identice, duoprisma rezultată este mărginită de 2n prisme identice n-gonale. De exemplu, produsul cartezian a două triunghiuri este o duoprismă delimitată de 6 prisme triunghiulare.
- Când m și n sunt identice și au valoarea 4, duoprisma rezultată este mărginită de 8 prisme pătrate (cuburi) și este identică cu tesseractul.

Prismele m-gonale sunt atașate între ele prin fețele lor m-gonale și formează o buclă închisă. Similar, prismele n-gonale sunt atașate între ele prin fețele lor n-gonale și formează o a doua buclă, perpendiculară pe prima. Aceste două bucle sunt atașate una de cealaltă prin fețele lor și sunt reciproc perpendiculare.
Pe măsură ce m și n se apropie de infinit, duoprismele corespunzătoare se apropie de un duocilindru. Ca atare, duoprismele sunt utile ca aproximări necuadrice ale duocilindrului.

## Desfășurate
| 3-3 | 4-4 | 5-5 | 6-6 | 8-8 | 10-10 |
| 3-4 | 3-5 | 3-6 | 4-5 | 4-6 | 3-8   |

### Proiecții în perspectivă
O proiecție în perspectivă cu o celulă în față face ca o duoprismă să arate ca un tor, cu două seturi de celule ortogonale, prisme p-gonale și q-gonale.
Duoprismele p-q sunt identice cu duoprismele q-p, dar arată diferit în aceste proiecții, deoarece proiecțiile sunt centrate pe celule de tip diferit.
| 3-3 | 3-4 | 3-5 | 3-6 | 3-7 | 3-8 |
| 4-3 | 4-4 | 4-5 | 4-6 | 4-7 | 4-8 |
| 5-3 | 5-4 | 5-5 | 5-6 | 5-7 | 5-8 |
| 6-3 | 6-4 | 6-5 | 6-6 | 6-7 | 6-8 |
| 7-3 | 7-4 | 7-5 | 7-6 | 7-7 | 7-8 |
| 8-3 | 8-4 | 8-5 | 8-6 | 8-7 | 8-8 |

### Proiecții ortogonale
Proiecțiile ortogonale centrate pe vârfuri ale duoprismelor p-p se proiectează în [2n] simetrie pentru grade impare și [n] pentru grade pare. Există n vârfuri proiectate în centru. Pentru 4,4, reprezintă planul A3 Coxeter al tesseractului. Proiecția 5-5 este identică cu a triacontaedrului rombic.
| Impare          | Impare          | Impare | Impare | Impare | Impare | Impare | Impare |
| 3-3             | 3-3             | 5-5    | 5-5    | 7-7    | 7-7    | 9-9    | 9-9    |
| --------------- | --------------- | ------ | ------ | ------ | ------ | ------ | ------ |
|                 |                 |        |        |        |        |        |        |
| [3]             | [6]             | [5]    | [10]   | [7]    | [14]   | [9]    | [18]   |
| Pare            |                 |        |        |        |        |        |        |
| 4-4 (tesseract) | 4-4 (tesseract) | 6-6    | 6-6    | 8-8    | 8-8    | 10-10  | 10-10  |
|                 |                 |        |        |        |        |        |        |
| [4]             | [8]             | [6]    | [12]   | [8]    | [16]   | [10]   | [20]   |